# Elizabeth Blackwell
Elizabeth Blackwell (Bristol, 3 de fevereiro de 1821 — Hastings, 31 de maio de 1910) foi uma médica norte-americana, sendo a primeira mulher a se formar e exercer a medicina nos Estados Unidos. Pioneira em promover a entrada de mais mulheres na medicina nos Estados Unidos, foi também uma reformista e abolicionista. Sua irmã, Emily, foi a terceira mulher a se formar em medicina nos Estados Unidos.

## Biografia
Elizabete nasceu em uma casa em Dicksons Street, em Bristol, Gloucestershire, em 3 de fevereiro de 1821. Era filha de Samuel Blackwell, refinador de açúcar e sua esposa Hannah Blackwell. Tinha duas irmãs mais velhas, Anna e Marian e seis mais novos, Samuel (casado com Antoinette Brown), Henry (casado com Lucy Stone), Emily, Sarah Ellen (escritora), John e George. Quando pequena, a família se mudou para a Wilson Street, também em Bristol, onde Elizabeth se lembrava de ter tido uma infância feliz e com uma influência positiva do pai. Samuel era um tanto liberal em suas atitudes, tanto com a criação dos filhos, como com religião e ideologias sociais. Samuel, por exemplo, não batia nos filhos pelo mau comportamento ou traquinagens, ele anotava em um livro e se o mau comportamento se repetisse, ficavam de castigo no hall de entrada durante o jantar. Ele acreditava que todos os seus filhos, incluindo as meninas, devia ter as mesmas oportunidades e educação, e total desenvolvimento de seus talentos e aptidões. A família tinha uma governanta e tutores para auxiliar na educação das crianças e como resultado a família ficou socialmente isolada das outras conforme Elizabeth crescia.

### Vida adulta
Em 1831, emigrou com sua família para Cincinnati. A situação financeira da família Blackwell começou a decair com o passar dos anos. Por pressão e necessidade financeira, Anna, Marian e Elizabeth abriram uma escola, a The Cincinnati English and French Academy for Young Ladies, que cobria quase todas as disciplinas e interesses para as crianças da época. A escola não era exatamente inovadora, mas servia para dar alguma renda às irmãs.
Elizabeth se converteu na igreja episcopal, provavelmente por influência da irmã Anna, em dezembro de 1838, tornando-se muito ativa na igreja de St. Paul. A chegada de William Henry Channing a Cincinnati, em 1839, mudou sua visão sobre as coisas. Ministro carismático do unitarismo, ele a introduziu às ideias do transcedentalismo, e Elizabeth começou a frequentar a Igreja Unitarista. O preconceito da comunidade de Cincinnati com as práticas de Elizabeth levaram muitos pais a tirar suas filhas da escola das irmãs Blackwell, em 1842 e elas passaram a dar aulas particulares. Após a morte de seu pai, começa a estudar medicina, com o desejo de se envolver na prática médica.
Em 11 janeiro de 1849 se tornou a primeira mulher a receber um doutorado nos Estados Unidos. Ela foi para Paris onde trabalhou na maternidade. Quando tratava de uma criança, uma secreção purulenta espirrou no seu olho esquerdo deixando-a cega. Logo depois, foi para a Inglaterra onde conheceu Florence Nightingale e retornando para os Estados Unidos, fundou com a irmã Emily, uma escola de enfermagem para as mulheres.
Depois da guerra, em 1868 fundou uma Universidade Médica da Mulher e no ano seguinte foi para a Inglaterra onde ela foi professora de ginecologia na Escola de Medicina de Londres para Mulheres – um instituto que ela mesma ajudou a criar, até sua aposentadoria em 1907.

### Últimos anos e morte
Em seus últimos anos, Elizabeth permaneceu razoavelmente ativa. Em 1895, ela publicou sua autobiografia Pioneer Work in Opening the Medical Profession to Women, que não vendeu muito, apenas 500 exemplares. Depois da publicação, ela se retirou cada vez mais da vida pública, passando boa parte do tempo viajando. Visitou os Estados Unidos mais uma vez em 1906 e andou pela primeira vez de carro, mas a velhice começou a impedir suas atividades.
Em 1907, quando estava de férias em Kilmun, na Escócia, Elizabeth caiu da escada e ficou incapacitada tanto mental quanto fisicamente. Em 31 de maio de 1910, ela faleceu em Hastings, Sussex depois de sofrer um AVC que a deixou paralisada. Elizabeth foi cremada e suas cinzas enterradas no cemitério da Igreja de St. Munn, em Kilmun.